# 圣保罗座堂 (加尔各答)

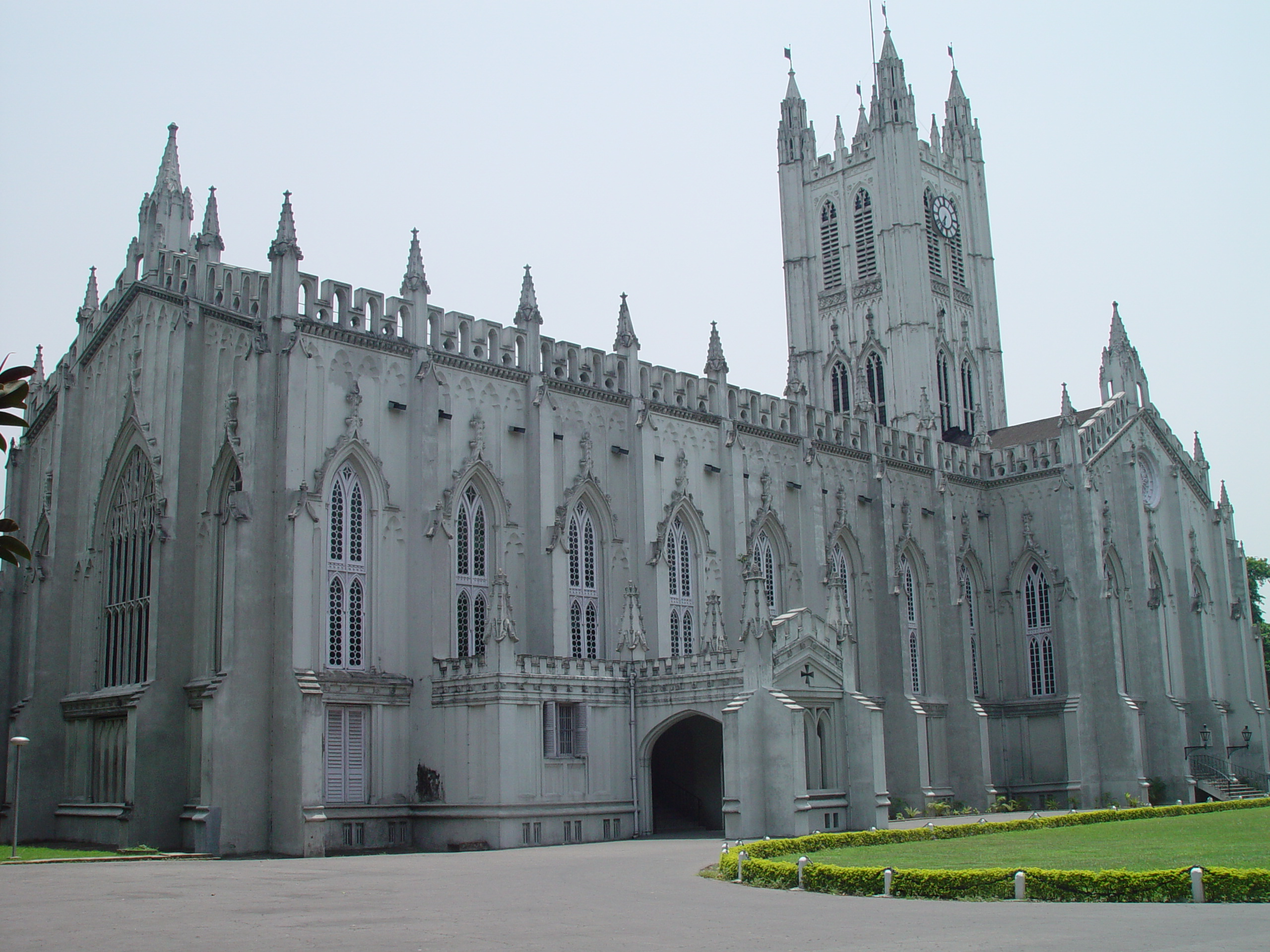
圣保罗座堂

印度加尔各答圣保罗座堂（St. Paul's Cathedral）位于加尔各答的“attractions 岛” - 毗邻维多利亚纪念堂, Nandan - Rabindra Sadan theatre complex,和比尔拉天文馆（Birla Planetarium）。建造工程费时8年，完成于1847年，是一座哥特式建筑，有彩色玻璃窗和2组佛罗伦萨文艺复兴风格的壁画。一个军事工程师Major William Nairn Forbes和助手C.K. 罗宾森在设计座堂时，模仿了诺维奇座堂的钟楼和尖顶。钟楼在1934年加尔各答地震之后，又模仿坎特伯雷座堂 的Bell Harry Tower加以重建。街对面的主教府也是一座给人留下深刻印象的建筑。圣保罗座堂在1874年被祝圣。